# Cyklotomiczny test pierwszości
Cyklotomiczny test pierwszości – algorytm rozwijany od początku lat 90. XX wieku, służący do dowodzenia, że dana liczba naturalna jest liczbą pierwszą, bazujący na teorii pierścieni skończonych. Cyklotomiczny test pierwszości bazuje na wcześniejszej, prostszej metodzie, znanej jako test pierwszości APR. Głównymi autorami udoskonaleń występujących w teście cyklotomicznym są Wieb Bosma, Marc-Paul van der Hulst i Preda Mihăilescu.